# Opuntia durangensis
El nopal de Durango, nopal mantequilla o nopal tapón (Opuntia durangensis) es una planta perteneciente a la familia Cactaceae.

## Clasificación y descripción
Planta arbórea, de 1,3 a 4 m de altura, copa de 1,20 a 2 m de diámetro. Tronco hasta 1 m de alto, liso, corteza castaña obscura a verde azulado, con las 3 primeras ramas erectas, las siguientes abundantes, divergentes, algunas extendidas. Cladodios anchamente obovados (anchos hacia el extremo), de 24 a 28 cm de largo y 19 a 26 de ancho, el ápice redondeado, bordes rectos, de color verde pálido. Aréolas dispuestas en 13-16 series, elevadas, obovadas a elípticas, de 2,9 a 4,2 mm de largo, por 2,1 a 3,1 mm de ancho, distante aprox. 1,7 cm entre sí. Glóquidas (espinas foliares muy finas a veces poco visibles), dispuestas en los bordes superiores de la areola de 2-3 mm de largo, amarillo oscuro a rojizas, no abundantes. Espinas de1 a 4, ausentes en las aréolas inferiores o en todas las aréolas, de 1 a 2,4 cm de largo, aciculares, extendidas de color amarillo o blancas, el ápice rojo, y se oscurecen con la edad; espinas radiales ausentes. Epidermis lisa a simple vista. Flores amarillo-doradas pasando a color de rosa al segundo día o blancas brillantes, de 5 cm de largo; pericarpelo cónico, de 6,5 x 2,6 cm; aréolas circulares, dispuestas en 6-7 series, con glóquidas amarillas a marrón, de 3 mm de largo, con escasas espinas de color marrón oscuro, con lana y cerdas del mismo color; perianto extendido en la antesis, amarillo; estambres con filamentos amarillos, de 1 cm de largo, estilo de 1,6 x 4 mm, marrón. Frutos globosos, de 4,7 x 4,1 cm, verde-amarillentos o rojos, paredes de 9 mm de grosor aproximadamente, ácidas; cicatriz umbilical de 3-4 mm de profundidad. Semillas subcirculares, de 142-190 en cada fruto, de 3,5-4 mm de diámetro, marrón oscuras.

### Características distintivas para la identificación de esta especie
Arbustiva, 1,3-4 m. Tronco 1 m, sin espinas, Cladodios anchamente obovados, ápice redondeado, bordes rectos, verde-pálidos. Aréolas en 13-16 series, elevadas, obovadas. Glóquidas amarillo oscuro a rojizas. Espinas (0-)1-4(-7), ausentes en las aréolas inferiores, de 1-2,4 cm, aciculares, blancas o amarillas. Epidermis glabra. Flores blancas o amarillo dorado pasando al segundo día a color rosa, 5 cm de largo. Frutos globosos, verde- amarillentos o rojos.

## Distribución
Es una especie endémica de México, se distribuye en los estados de: Chihuahua, Durango, San Luis Potosí, Aguascalientes Guanajuato, Jalisco y Zacatecas.

## Ambiente
Macroclima BS Clima árido continental -600mm de precipitación media anual. El suelo se compone de rocas ígneas, intrusivas, granito, grano diorita, diorita, cionita, rocas metamórficas, filita, pizarra, esquisto, rocas ígneas extrusivas, basalto, toba, brecha volcánica y suelo pluvial, residual y lacustre. Como suelos dominantes se encuentran el planosol eútrico y vertisol pélico; y como suelo asociado se encuentra el xerosol háplico Precipitación media anual de 573.2 mm. Es una planta asociada al matorral xerófilo espinoso y bosque tropical caducifolio. Crece y se desarrolla en clima seco árido (Bs), cuya precipitación media anual es de 600 mm, con lluvias predominantes en los meses de junio a octubre. Se ha localizado es altitudes de 1900 a 2500 m s. n. m.

## Estado de conservación
Es una especie vulnerable, debido a los cambios del uso de suelo. Se encuentra dentro del apéndice II del CITES. No se encuentra bajo ninguna categoría dentro de la norma 059-2010 de la SEMARNAT. Tampoco está incluida en la lista de especies de la IUCN.